# Michael Barenboim
Michael Barenboim ( París, 1985 ) es un violinista y violista clásico franco-alemán. Es concertino de la West-Eastern Divan Orchestra, profesor de interpretación en conjunto y violín en la Academia Barenboim-Said y su decano desde 2020. 

## Biografía
Michael Barenboim es hijo del director de orquesta Daniel Barenboim y de la pianista Yelena Bashkírova. Su hermano mayor es el productor y compositor David Barenboim ( KD-Supier ). Comenzó a tocar el piano con apenas cuatro años, para pasarse al violín en 1992, cuando la familia se trasladó a Berlín. Barenboim tuvo como profesor a Abraham Jaffe y estudió con Axel Wilczok en la Hochschule für Musik und Theater Rostock. Michael Barenboim ha sido miembro de la West-Eastern Divan Orchestra desde 2000 y su concertino desde 2003.
Como solista interpretó, entre otras cosas, a. con la Orquesta de Cámara Mahler con Pierre Boulez, la Filarmónica de Viena, la Orquesta Sinfónica de la Radio de Baviera con Mariss Jansons, la Orquesta Sinfónica de Chicago, la Filarmónica de Múnich con Lorin Maazel, la Orquesta Sinfónica de la NDR y, en el marco del Festival Summa Cum Laude, con la Orquesta de Jóvenes Músicos de Filasteen. En 2019 se convirtió en violista del Michelangelo String Quartet, sucediendo a Nobuko Imai .
Barenboim enseña violín y interpretación en conjunto en la Academia Barenboim-Said de Berlín. De 2020 a 2024 fue decano de la academia.

## Compromiso político
El 21 de mayo de 2024, Michael Barenboim, junto con Clemens Arzt, Miriam Rürup y Michael Wildt, celebraron una conferencia de prensa sobre las protestas estudiantiles propalestinas contra la guerra en Gaza en la Casa Federal de Conferencias de Prensa.
El 11 de agosto de 2024, Michael Barenboim publicó un artículo en el Süddeutsche Zeitung bajo el título Resolución “Nunca más es ahora”: Indigno de una democracia, sobre el proyecto del Bundestag de resolución sobre el antisemitismo en la cultura.